# Manušické rybníky
Manušické rybníky jsou přírodní památka na jižním okraji Manušic u České Lípy. Vyhlásil ji Krajský úřad Libereckého kraje v roce 2012, vláda ČR svým nařízením v roce 2013 Evropsky významnou lokalitou. Manušické rybníky leží na západním okraji města Česká Lípa, v katastrálním území obce Horní Libchava. Chráněné území zahrnuje sedm různě velikých rybníků, napájených přívodem z potoka Šporka, a přilehlé mokřady a louky.
Chráněny jsou biotopy celé rybniční soustavy v katastrálních územích Manušice a Horní Libchava, z živočichů zejména populace kuňky obecné (Bombina bombina). Větší část lokality (v rozsahu 14 ha) je pod kódem 2870 registrována jako Evropsky významná lokalita. Významnou částí lokality je zbytek rašeliniště a remízky borových doubrav.
Na rybnících hospodaří Rybářství Doksy Krajský úřad Libereckého kraje, odbor rozvoje venkova, zemědělství a životního prostředí vykonává státní správu, kontrolu hospodaření a dozor nad rybníkářstvím na Manušických rybnících. Sportovní rybolov je v revírech prováděn Českým rybářským svazem.

## Historie
Rozmach rybníkářství a chov kapra lze spatřit za vlády Karla IV. Zlatou dobou rybníkářství se pak označuje 16. století. Již od 15. století se v zemích Koruny české zakládaly rozsáhlé rybniční soustavy propojené umělými kanály, které umožňovaly nový třífázový chov kapra, tedy oddělený chov plůdku, násady a tržního kapra. Tím došlo ke zvýšení hospodářských výnosů. Soustavy rybníků zahrnovaly malé třecí rybníčky, dále tzv. „výtažné” rybníky pro chov rybí násady a „vejrostní” rybníky, v nichž ryby mohly dorůst do tržní velikosti. To je také období, kdy je doložena existence Manušických rybníků (r. 1575) a kdy panství Horní Libchava drželi Vartenberkové.
V době pobělohorské nastal útlum rybníkářství, mnohé zpustly, některé se kvůli získání hospodářské půdy vysušovaly. To byl také případ Velkého širokého rybníka (Breite Teich), který byl za držení Maltézských rytířů od roku 1836 vysušen a jeho místo se nazývalo „Manischer Moosplan” (též jen Moosplan). Jeho vlhké rašelinné dno bývalo na jaře porostlé brusinkami. Přibližně od 80. let 19. stol. se rybníky nacházely v pachtu. Rybníky „Tiefteich” (Horní manušický rybník) a „Schlosserteich” (Malý Široký rybník) sloužily v rybničním hospodářství jako „vejrostní” (Abwachsteiche) a nehluboké rybníky „Tränkteich” (Napajedlo) a „Hegerteich” (Prostřední manušický rybník) se využívaly jako „výtažné” (Streckteiche), kam se vysazovaly jednoleté a dvouleté kapří násady.

## Popis lokality
Rybníky leží v Zákupské pahorkatině, v okrsku Českolipská kotlina. Samotná přírodní památka pod názvem Manušické rybníky zahrnuje Velký Široký rybník (Breite Teich), Malý Široký rybník (grosse Fahrteich, též Schlosserteich), Horní manušický rybník (Tiefe Teich, též Tiefteich), Prostřední manušický rybník (kleine Fahrteich, též Hegerteich), Dolní manušický rybník (Nieder Teich), rybník Napajedlo (Trenkteich, též Tränkteich), někdy ve 20. stol. došlo z hospodářských důvodů k jeho rozdělení a nově vzniklá rybniční plocha se nachází beze jména. Dále zčásti zamokřené louky a dvě cesty. Chráněná lokalita je na jižním okraji obce Manušice, po západní straně je ohraničena silnicí vedoucí z Libchavy přes Manušice do Skalice u České Lípy, po severovýchodním okraji je vedena Cyklostezka Varhany. Zmíněná silnice ji odděluje od území na západní straně ve správě CHKO České středohoří. Napájené jsou kanálem z potoka Šporka, který je přítokem Ploučnice.
- Napajedlo: 0,372 ha, vlastník ČR Státní pozemkový úřad, uživatel Rybářství Doksy
- Pod Napajedlem: vlastník ČR Státní pozemkový úřad
- Velký Široký rybník: 1,959 ha, vlastník ČR Státní pozemkový úřad, uživatel Rybářství Doksy
- Malý Široký rybník: 0,984 ha, vlastník ČR Státní pozemkový úřad, uživatel Rybářství Doksy
- Horní Manušický rybník: 0,972 ha, vlastník ČR Státní pozemkový úřad, uživatel Rybářství Doksy
- Prostřední Manušický rybník: 0,278 ha, vlastník ČR Státní pozemkový úřad, uživatel Rybářství Doksy
- Dolní Manušický rybník: 0,313 ha, vlastník ČR Státní pozemkový úřad, uživatel Rybářství Doksy[12][6]

## Flora a fauna
Na lokalitě se vyskytují chráněné a vzácné druhy:
- prstnatec májový (Dactylorhiza majalis)
- sítina ostrokvětá (Juncus acutiflorus)
- stolístek přeslenitý (Myriophyllum verticillatum)
- bublinatka jižní (Utricularia australis)
- relativně silná populace kuňky ohnivé (Bombina bombina) na dvou největších rybnících – Velkém širokém a Malém širokém rybníce
- skokan skřehotavý (Pelophylax ridibundus)
- skokan hnědý (Rana temporaria)
- rosnička zelená (Hyla arborea)
- ropucha obecná (Bufo bufo)
- blatnice skvrnitá (Pelobates fuscus)
- čolek obecný (Lissotriton vulgaris)
- užovka obojková (Natrix natrix)
- slepýš křehký (Anguis fragilis)
- hnízdí zde potápka malá (Tachybaptus ruficollis), kopřivka obecná (Anas strepera) a labuť velká (Cygnus olor)
- zaznamenán také ledňáček říční (Alcedo atthis)
- v okolí hnízdí žluva hajní (Oriolus oriolus)[13]

## Silnice I/9 Nový Bor – Dolní Libchava
Plánovaná novostavba silnice I/9 o délce 10 km mezi Novým Borem a Dolní Libchavou má procházet též EVL - Manušické rybníky, kde je předmětem evropské ochrany kuňka obecná (Bombina bombina). Krajský úřad Libereckého kraje nevyloučil „významný vliv záměru samostatně nebo ve spojení s jinými koncepcemi nebo záměry na příznivý stav předmětu ochrany nebo celistvost evropsky nejen významné lokality (EVL) - Manušické rybníky”, ale i EVL Horní Ploučnice, EVL Dolní Ploučnice, EVL Česká Lípa – mokřad v nivě Šporky, EVL Cihelenské rybníky a EVL Stružnické rybníky. Ředitelství silnic a dálnic, správy Liberec nechalo na základě zákona č. 114/1992 Sb. (§ 45i) zpracovat posouzení vlivů záměru, jež uvádí, že při výstavbě v trase záměru (těsně za hranicí EVL) dojde k likvidaci části terestrického biotopu a že plánovaná silnice může omezit migrační možnosti kuňky obecné mezi EVL na Českolipsku:
Jediným předmětem ochrany EVL Manušické rybníky je kuňka obecná (Bombina bombina). Druh bude dotčen při výstavbě záměru, neboť v trase silnice dojde k likvidaci biotopů potenciálně vhodných pro zimování žab (za hranicí EVL). Realizací záměru dojde také ke ztížení migrační prostupnosti širšího území, resp. možnému omezení komunikace (meta)populací kuňky obecné v jednotlivých EVL na Českolipsku.
V Hradci Králové, dne 27. února 2017, zpracovatel: RNDr. Lenka Šikulová
Společnost, která pro Ředitelství silnic a dálnic zajišťuje projektovou dokumentaci, požádala koncem dubna 2021 o územní rozhodnutí pro třetí etapu přeložky silnice I/9, zahrnující úsek Dolní Libchava - Nový Bor, jež obsahuje i žádost o udělení výjimky ze zákona o ochraně přírody, proti tomuto postupu se však postavili představitelé obcí, jako například Skalice u České Lípy, kterých se má tato stavba dotknout. 

## Fotogalerie

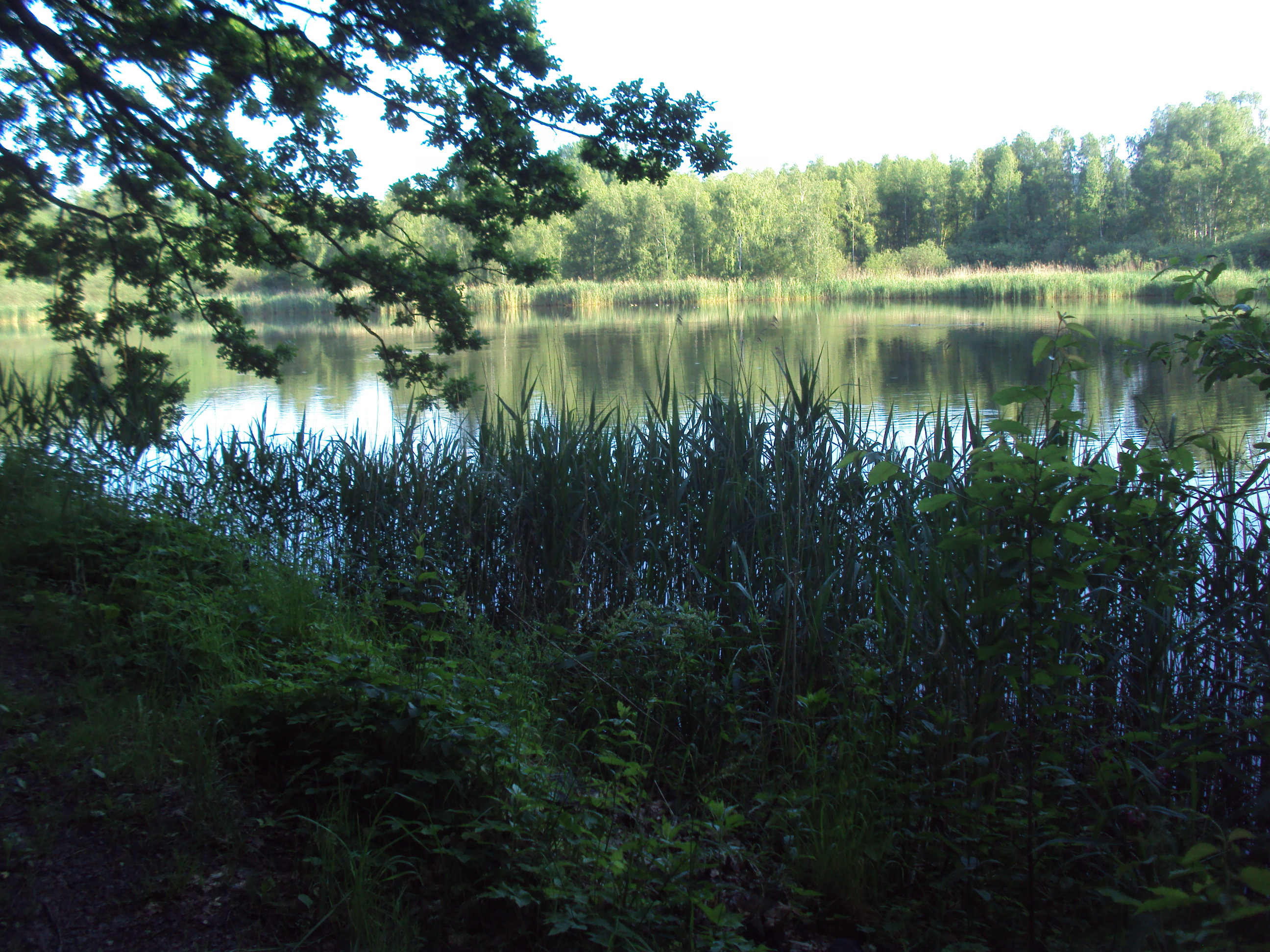
Velký Široký rybník
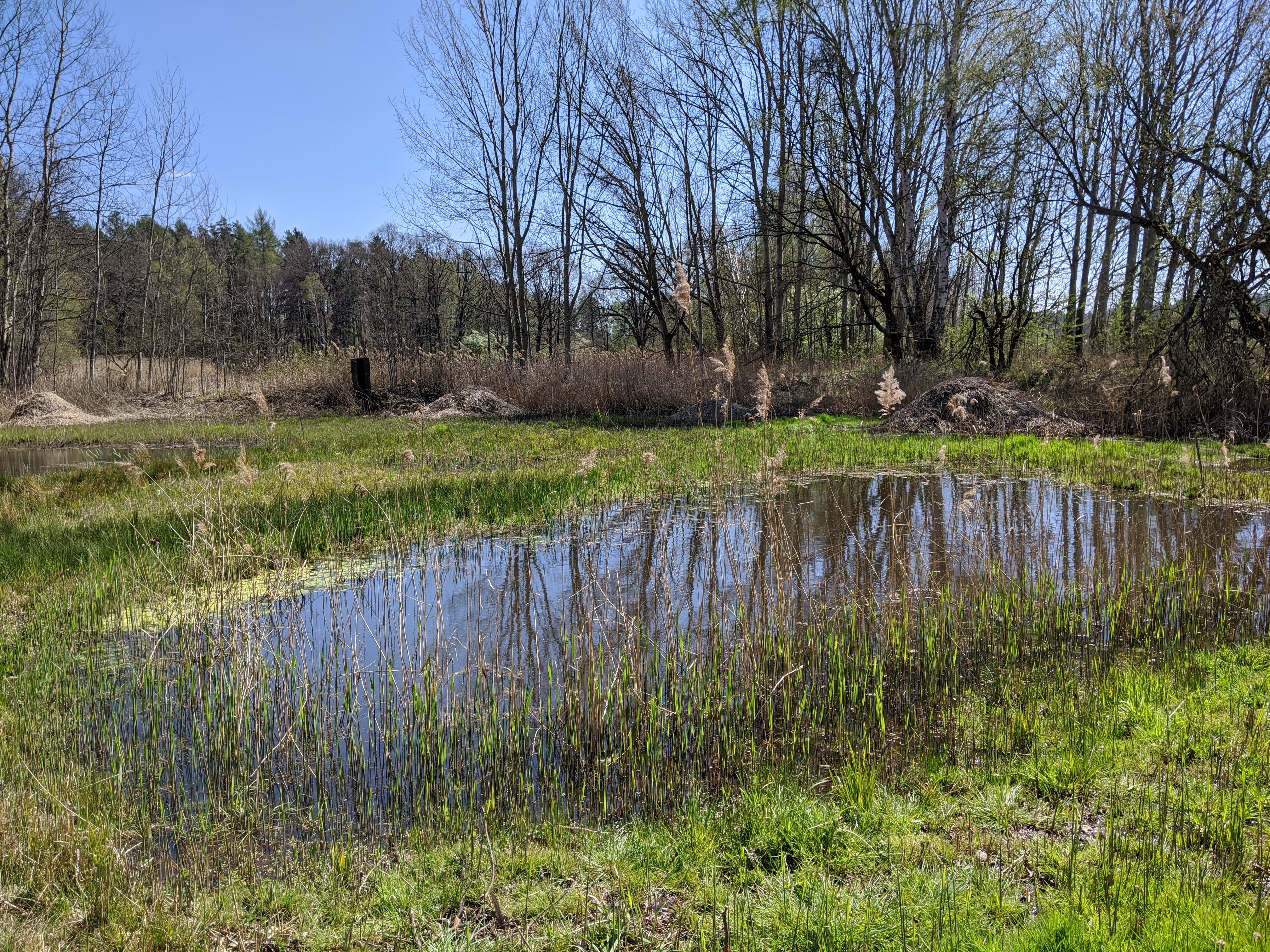
tůně mezi Napajedlem a Malým Širokým
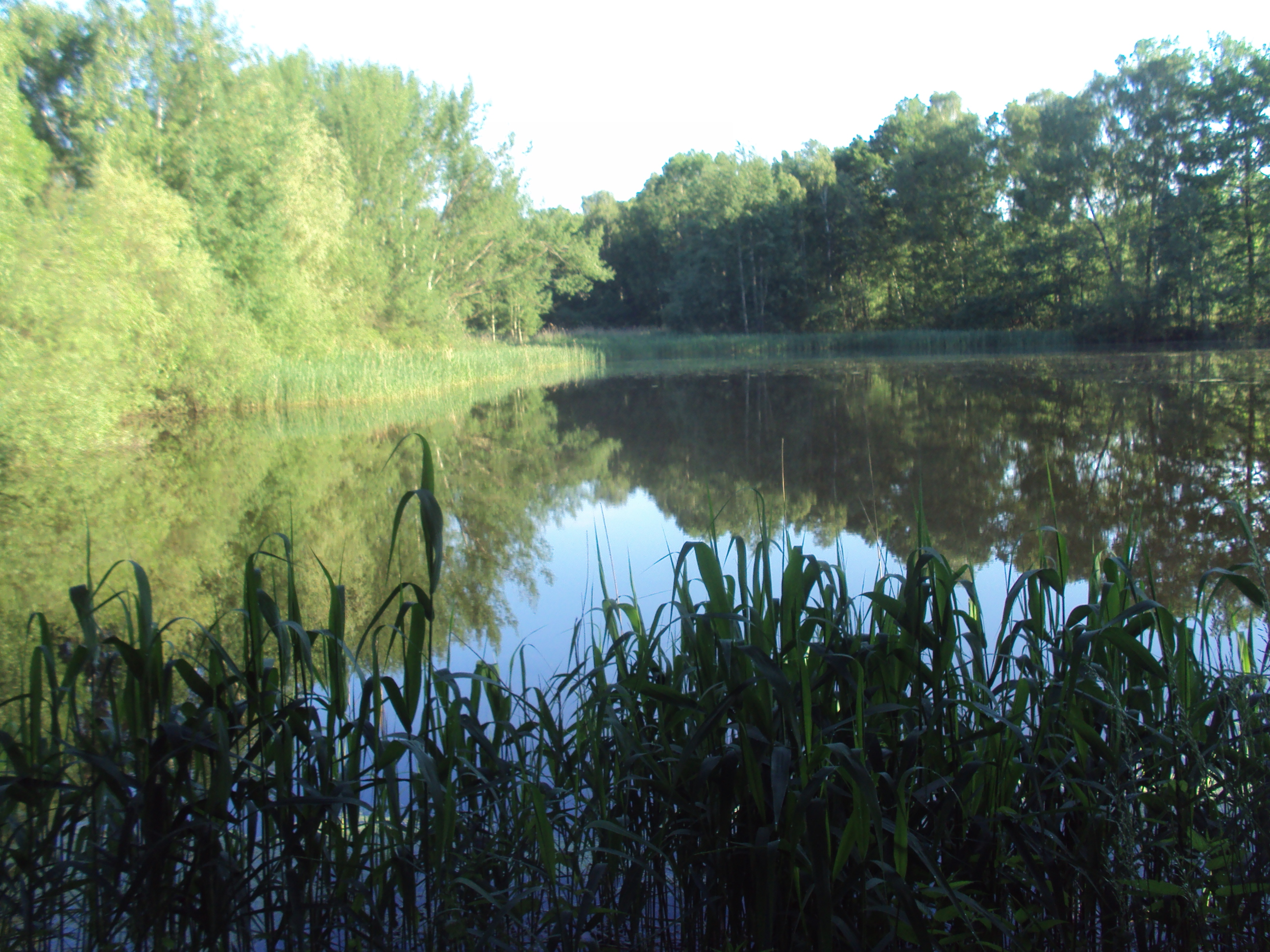
Malý Široký rybník
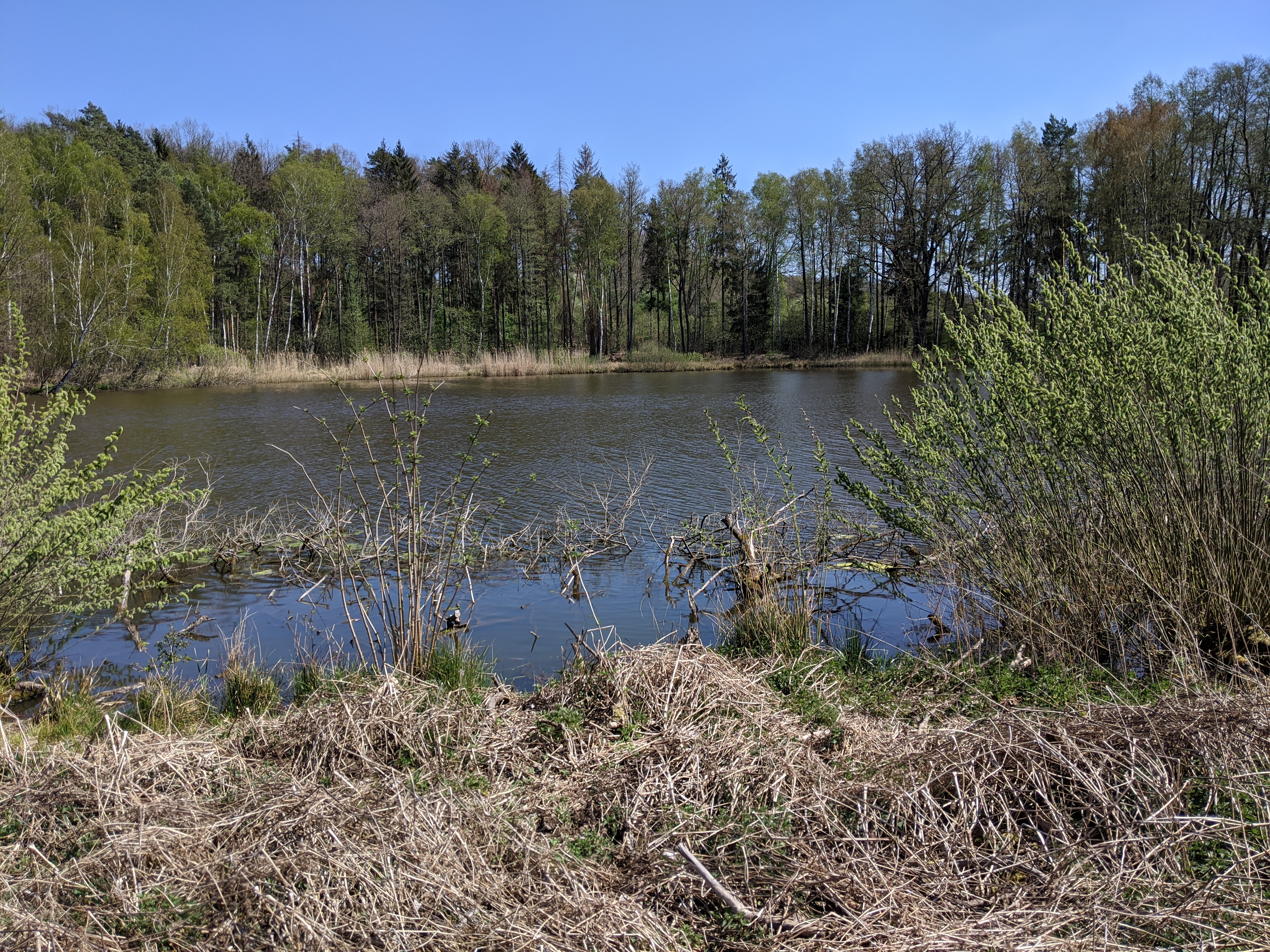
Horní Manušický rybník
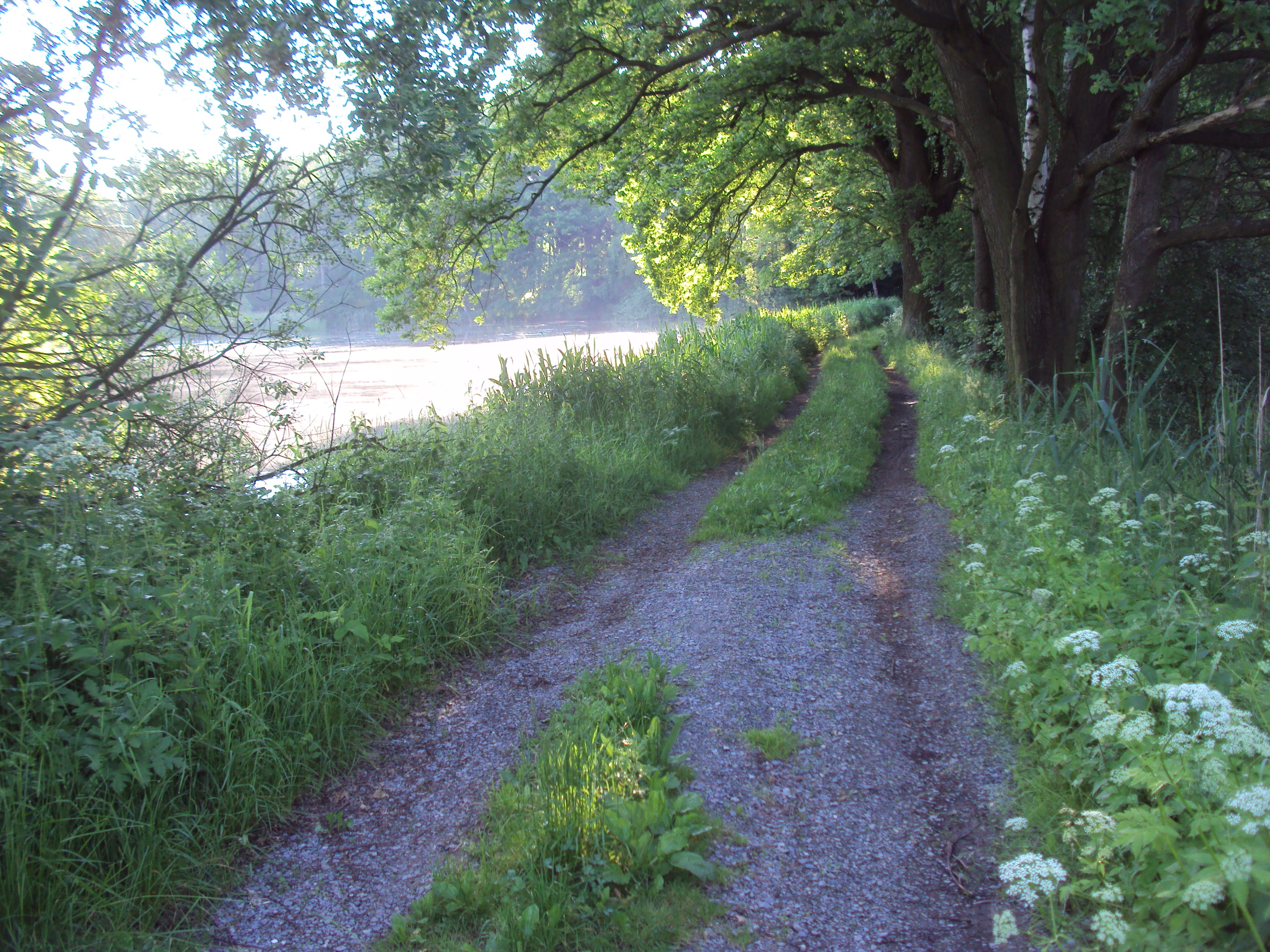
cesta mezi rybníky
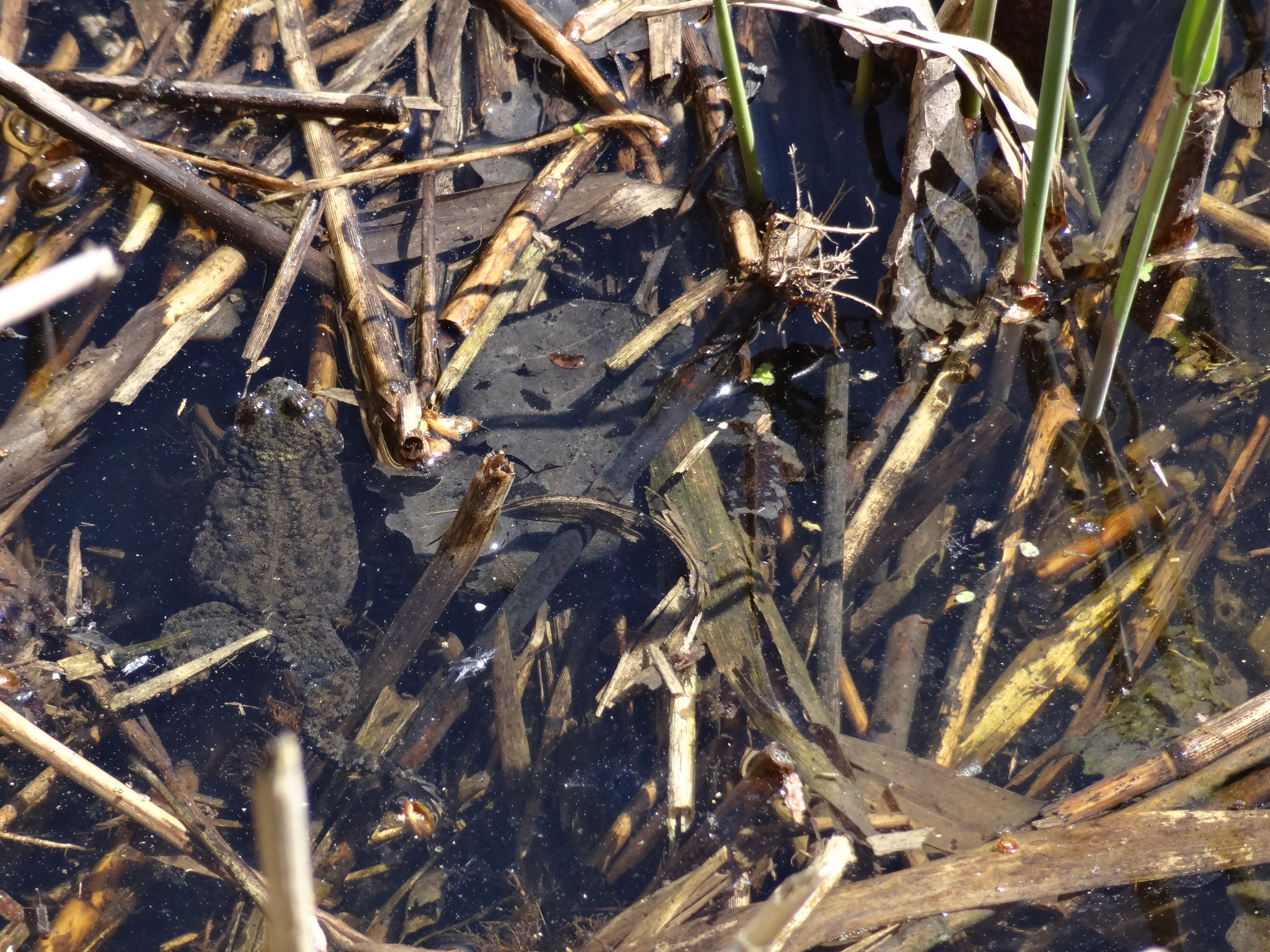
kuňka obecná v lokalitě